# Tünsdorf
Tünsdorf – dzielnica niemieckiej gminy Mettlach, w kraju związkowym Saara, w powiecie Merzig-Wadern, w Parku Natury Saar-Hunsrück, nad rzekami Steinbach i Bonnerbach. Dzielnica leży na wysokości 250–442 m n.p.m., ma powierzchnię 5,37 km², zamieszkuje ją 881 mieszkańców (2009). Najwyższym punktem gminy jest góra Kewelsberg.

## Historia
Historia Tünsdorf sięga czasów rzymskich, kiedy to na górze Kewelsberg osiedlili się Rzymianie.
W 1941 w Tünsdorf znajdował się obóz pracy niewolniczej oraz rosyjski obóz jeniecki. Latem 1941 przeniesiono tutaj duży obóz pracy niewolniczej z Hinzert-Pölert.
Do 1 stycznia 1974 Tünsdorf było samodzielną gminą.
Herb został przyjęty przez Ministerstwo Spraw Wewnętrznych Saary 28 maja 1962.

## Zabytki i atrakcje
- kościół pw. św. Marcina (St. Martin)
- dawny barokowy klasztor z XVII wieku, w prywatnym posiadaniu, w kryptach znajdują się relikwie Teresy z Ávili
- pomnik św. Marcina
- dwie kaplice z XVII w.
- grota lurdzka na górze Kewelsberg
- punkt widokowy na Kewelsberg
- święto z procesją w dzień Wniebowzięcia Najświętszej Maryi Panny

## Transport
Miejscowość przecina droga związkowa L170 i odbiega od niej droga nr L178. Tünsdorf leży ok. 4 km na północ od zjazdu 4 Merzig-Wellingen z autostrady A8.

## Polityka
Rada dzielnicy składa się z dziewięciu członków, ssześciu należy do CDU, po jednym do SPD, FBM i AUF. Przewodniczącym rady jest Martin Müller z CDU.